# Scopula kesslitzi
Scopula kesslitzi là một loài bướm đêm trong họ Geometridae.